# Hinode
A Hinode vagy Solar-B egy japán napfizikai műhold, a Yohkoh (Solar-A) utódja. A műszerek építésében japánok, amerikaiak és európaiak vettek részt.

## Repülés
A Solar-B 2006. szeptember 22-én (japán idő szerint 23-án) indult az Ucsinoura Űrközpontból egy háromfokozatú, szilárd hajtóanyagú M-5 rakétával. Sikeres műszaki próbákat követően október 25-én nyitották ki a műhold optikai teleszkópját.

## Technikai adatok
- Méret: 1,6 x 1,6 x 4,0 m
- Napelemtáblák hossza: 10 m

### Fedélzeti műszerek
A Solar-B három fő műszert hordoz a Nap tanulmányozására:
- 0,5-méteres nap-teleszkóp: a látható fényben történő vizsgálatra
- Röntgenteleszkóp: A napkorona legforróbb összetevőinek vizsgálatára
- Ibolyántúli kép spektrográf: a koronamelegedés folyamatának azonosítására